# Smells Like Teen Spirit
〈Smells Like Teen Spirit〉는 미국의 록 밴드 너바나의 노래다. DGC 레코드를 통해 발표된 밴드의 두 번째 정규 음반 《Nevermind》 (1991)의 오프닝 트랙으로, 그리고 리드 싱글로 출시되었다. 커트 코베인과 크리스 노보셀릭, 데이브 그롤이 쓰고 버치 빅이 프로듀싱했다. 노래는 절-후렴 형식을 따르며 도입부와 후렴에서 사용된 주된 네 개의 코드 리프는 시끄러움과 조용함이 번갈아 나오는, 즉 강약을 제작하는 데 쓰였다. 코베인이 인정했듯이, 노래의 사운드는 픽시스의 사운드를 모델로 했다.
1991년 말의 〈Smells Like Teen Spirit〉의 예상치 못한 성공은 1992년 초 《Nevermind》를 차트의 정상까지 끌어올리는 데 선도하였으며, 이 사건은 종종 얼터너티브가 주류로 진입한 시점으로 평가받기도 한다. 〈Smells Like Teen Spirit〉는 너바나의 가장 큰 히트를 기록했으며 빌보드 핫 100에서는 6위까지 올랐고 1991년과 1992년까지 전 세계의 음악 산업 차트의 정상을 석권하고 있었다.
〈Smells Like Teen Spirit〉는 수많은 평론가에게 찬사를 받았다. 《빌리지 보이스》의 패즈 앤 좁에서 실시된 평론가 대상 여론 조사에서 정상을, 그리고 곡의 뮤직 비디오는 수없이 많은 음악 텔레비전 방송에서 방영되었고 MTV 비디오 뮤직 어워드에서 두 개의 상을 수여받았다. 노래는 X세대 "무관심한 아이들의 송가"로 거론되었으나, 밴드는 노래의 성공과 이에 따른 주목을 달갑게 받아들이지 않았다. 코베인의 죽음 이후로 많은 해가 지난 뒤에도 〈Smells Like Teen Spirit〉는 청취자·평론가 모두에게 지속적인 찬사를 받으며 역대 가장 위대한 곡 중 하나로 평가받는다.

## 기원과 녹음
1994년 1월에 있었던 《롤링 스톤》 인터뷰에서 너바나의 프론트맨 커트 코베인은 〈Smells Like Teen Spirit〉가, 밴드가 존경한 픽시스 스타일의 곡을 써 보려는 시도였다고 설명했다.
전 궁극의 팝 송을 쓰고 싶었어요. 기본적으로 픽시스를 베끼려고 한 것이죠. 이건 인정하겠어요. 제가 처음 픽시스를 들었던 날, 전 그 밴드와 굉장히 밀접해 있다는 느낌을 받았고, 거기 소속되어야 했다고 생각했어요. 아니면 픽시스의 커버 밴드도 괜찮고요. 우린 그들의, 부드럽고 조용하다가 시끄럽고 하드해지는 식의 극적인 느낌을 사용했습니다.

코베인은 〈Smells Like Teen Spirit〉을 너바나의 1991년도 두 번째 정규 음반 《Nevermind》의 녹음 개시 몇 주 전까지 쓰지 못하고 있었다. 그가 너바나의 구성원들에게 곡을 처음 보여주었을 당시 곡은 오직 메인 리프와 후렴 보컬 멜로디로 이뤄져 있었다. 베이시스트 크리스 노보셀릭은 당시 이 곡을 "말도 안 된다"며 일축했다. 코베인은 이에 굴하지 않고 밴드가 "한 시간 반 정도" 곡의 리프를 연주하도록 했다. 2001년 인터뷰에서 노보셀릭은 리프를 계속해서 연주한 뒤에 든 생각을 말했다. "'잠시 있어봐. 그냥 박자를 조금 늦추면 어때?' 그래서 전 절 구간을 연주하기 시작했고, 데이브가 드럼 비트를 연주하기 시작했습니다." 그래서 《Nevermind》의 〈Smells Like Teen Spirit〉 크레디트에는 수록곡 중에서는 유일하게도 세 명의 밴드 멤버 모두가 작곡가로 표기되었다.
코베인은 곡의 제목을 자신의 친구이자 당시 라이럿 걸 밴드인 비키니 킬의 리드 싱어 캐서린 해나가 벽에 "커트에게선 틴 스피릿 냄새가 나(Kurt Smells Like Teen Spirit)"라고 쓴 데에서 영감을 받았다. 해나는 커트의 당시 여자친구이던 토비 데일이 쓰던 탈취제 틴 스피릿 냄새가 코베인에게서도 난다는 것을 의도하고 썼다. 코베인은 싱글의 출시 몇 달이 지난 후에야 탈취제 브랜드의 이름임을 알았다면서, 자신은 그 슬로건을 무정부주의, 펑크 록 등 관련 주제를 논의하는, 혁명적인 뜻으로 해석했다고 증언했다.
〈Smells Like Teen Spirit〉는 〈Come as You Are〉와 같이 1990년경부터 프로듀서 퍼치 빅과 첫 녹음 세션을 가지던 당시 쓴 새로운 곡 중 하나다. 《Nevermind》의 녹음 세션이 시작된 이 시기에 밴드는, 〈Smells Like Teen Spirit〉를 포함한 곡의 리허설이 수록된 거친 카세트 테이프를 버치 빅에게 전달했다. 당시 테이프의 사운드는 밴드의 높은 음향 연주로 크게 왜곡돼 있었지만, 빅은 멜로디 몇 개를 집어내었고 곡이 잠재력이 있다고 느꼈다. 너바나는 〈Smells Like Teen Spirit〉를 캘리포니아 반 누이스에 소재한 사운드 시티 녹음 스튜디오에서 1991년 5월에 녹음했다. 빅은 기타 애드립을 후렴 안으로 옮기고 또한 후렴 구간을 줄이는 등 곡의 편곡을 살짝 바꾸는 것을 제안했다. 밴드는 기본 트랙을 3테이크까지 녹음했고 두 번째 것을 선택하기로 결정했다. 빅은 몇 가지 음향 보정을 밴드의 기본 라이브 연주에 섞었는데, 코베인이 자신의 기타 이펙트 페달 간의 전환에서 타이밍을 맞추는 데 어려움을 겪었기 때문이다. 빅은 코베인의 보컬 트랙을 3테이크 까지만 구할 수 있었다. 그는 이렇게 회고했다. "커트가 4테이크까지 녹음하면 운이 좋은 셈이었죠."

## 구조
〈Smells Like Teen Spirit〉는 F–B♭–A♭–D♭ 코드 진행을 따르며, 이 네 개의 파워 코드로 구성된 주된 기타 리프는 코베인이 당김음의 16분음으로서 연주한다. 빅의 말에 따르면, 밴드는 "사운드를 보다 강렬하기 만들기 위해" 기타 코드를 더블 트래킹 했다. 코드는 가끔씩 걸림음 발성으로 진입하여 약해지는데, 이는 코베인이 사운드의 굵기를 위해 기타 아래쪽 네 개의 현을 연주했기 때문이다. 일부 청취자들은 곡이 보스턴의 1976년도 히트곡 〈More Than a Feeling〉와 유사점이 있다고 주장했다. 코베인 스스로도 비슷한 의견을 냈으며, 그는 그것이 "무척 상투적인 리프이다. 보스턴의 리프 혹은 더 킹스맨의 'Louie Louie'와 유사점이 많이 보인다."고 말했다. 하지만, 저자 리키 록스비는 〈Smells Like Teen Spirit〉와 〈More Than a Feeling〉는 다른 코드 진행을 따르고 있다고 지적했다.
〈Smells Like Teen Spirit〉는 4개, 8개, 12개 바 구간으로 구성된 "평범하고 형식적인 구조"를 취하고 있다. 이들은 8개 바 절, 8개 바 첫 후렴 (프리-후렴), 12개 바 두 번째 후렴 (주된 후렴)에서 쓰인다. 밴드 버레인스를 이끈 바 있던 음악학 연구가 그렘 다운스는 〈Smells Like Teen Spirit〉이 발전하는 변주(developing variation)를 그려내고 있다고 말한다. 노래의 구조는 음량과 역동의 전환, 즉 조용함과 시끄러움이 노래가 재생되는 동안 수없이 앞뒤로 왔다갔다 하는 데 그 요소가 있다. "기우뚱하면서도 조용한 절, (스몰 클론) 코러스가 적용된 기타, 뒤따르는 크고 시끄러운 하드코어 풍의 후렴"의 구조는 곧 "십대의 혼"으로 승화되는 얼터너티브 록을 크게 모방해 형상화 하게 된다.
밴드는 후렴와 같은 코드 진행을 절에서도 유지한다. 코베인은 두 음으로 된 기타 구절을 노보셀릭의 8분 음으로 된 기반음 베이스 구절 위로 연주한다. 이는 코드 진행을 요약해 주고 있다. 노래가 후렴에 접근함에 따라 코베인은 "Hello"의 매 크기 및 반복 박자마다 같은 두 음을 연주하기 시작한다. 절 구간에서 밴드는 후렴과 같은 코드 진행으로 일관한다. 두 번째 코러스 이후 코베인은 절과 프리-후렴에서의 자신의 보컬 멜로디와 거의 동일한 16개 바의 기타 솔로를 연주한다. 닫는 후렴에서 코베인은 "A denial"을 반복해 부른다. 그의 목소리는 부자연스러워지고 거의 강제로 고함치고 있는 것으로 보인다.

## 발표 및 반응
1991년 8월 27일 〈Smells Like Teen Spirit〉는 라디오에 배급되었고, 그 2주 뒤인 9월 10일 메이저 레이블인 DGC 레코드를 통해 첫 발표한 《Nevermind》의 리드 싱글로서 출시되었다. 노래는 초기에 차트 진입에 실패했으며 국내에 소재한 그룹의 팬 진영에서만 잘 팔렸다. 애초에 〈Smells Like Teen Spirit〉은 히트할 것으로 예상되지 않았으며 한낱 지지층을 겨냥한, 음반에서 싱글컷 된 얼터너티브 록에 불과했다. 오히려 이 싱글은 다음에 출시되며 주류 형식을 겸비한 〈Come as You Are〉의 기대치를 높여주었다. 그러나 칼리지 라디오 및 모던 록 라디오 방송국은 이 트랙을 선정하여 수차례 송출했다. 너바나의 매니지먼트 회사인 골드 마운틴의 대니 콜드버그는 후일 인정했다. "우리 중 누구도 그것을 크로스오버 노래로 듣지 않았지만, 대중은 그렇게 들었고 또 즉각적으로 반응했다 ... 그들은 얼터너티브 라디오에서 곡을 듣고는 마치 나그네쥐처럼 사러 달려왔다." 곡의 뮤직비디오는 심야의 얼터너티브 록 프로그램인 《120 미닛츠》에서 세계 최초로 방영되었는데, 영상이 너무 유명해진 나머지 채널이 그 프로그램을 정규 주간 방송으로 편성하게끔 만들었다. MTV는 그 프로그램에서 진행하는 "버즈 빈" 선정에서 노래를 10월에 추가했고, 이는 12월 중순까지 자리를 지켰다. 연말이 되었을 무렵 노래와 뮤직비디오, 그리고 《Nevermind》는 히트하고 있었다. 노래와 《Nevermind》 모두 희귀한 크로스오버 형식의 현상을 일으켜 모던 록, 하드 록, 앨범 록, 칼리지 록을 비롯한 모든 메이저 록 라디오 포맷에 입성했다.
〈Smells Like Teen Spirit〉는 비평적, 상업적으로 성공하게 되었다. 노래는 1991년에 《빌리지 보이스》의 패즈 앤 좁과 《멜로디 메이커》의 연말 여론조사에서 정상에 올랐고 《롤링 스톤》 최고의 올해의 싱글에서 2위에 올랐다. 싱글은 《Nevermind》가 빌보드 차트의 정상에 오른 같은 해에 싱글 차트에서 6위까지 올랐다. 그리고 모던 록 트랙 차트에서는 1위까지 올랐으며 백만 장의 판매고를 올린 것으로 집계되어 미국 음반 산업 협회에 의해 플래티넘 인증을 받았다. 하지만, 수많은 미국의 톱 40 방송국은 노래의 사운드가 심야에 적절할 것이라고 생각했고 때문에 정기 편성에 억지로 포함시켰다. 싱글은 다른 나라에서도 성공했다. 영국에서는 7위까지 올랐고 184주간 차트에 머물렀다. 노래는 그래미 어워드에서 최우수 하드 록 보컬 퍼포먼스와 최우수 록 노래 부문에 후보로 올랐다. 이후 《엔터테인먼드 위클리》는 너바나가 에릭 클랩튼에게 최우수 록 노래 부문에서 진 것을 역대 가장 열받는 그래미 역사 10선에 포함시켰다.
1992년에 《롤링 스톤》에서 마이클 아제라드는 너바나의 성공 진입에 대한 기사를 썼다. "'Smells Like Teen Spirit'는 '왜 왜냐고 물어?' 세대의 송가(혹은 그 반대인가?)이다. 코베인을 세대의 대변자라고 함부로 입놀리지 말라." 그럼에도 음악 언론은 노래를 "세대의 송가"로 이름 붙이면서 코베인을 스스로가 원치 않는 X 세대의 대변자 자리에 앉혔다. 《뉴욕 타임스》는 "'Smells Like Teen Spirit'는 섹스 피스톨즈의 1976년도 싱글 'Anarchy in the U.K.'의 현재 세대의 버전이 될 수 있을 것이다. 다만 제목에서 묻어나오는 씁쓸한 모순이 없다면 말이다."라고 논평했으며 "너바나는 자신 스스로가 잘 알고 있다. 틴 스피릿은 판에 박힌 듯 병에 담기고 수축된 후 포장되어 팔릴 것"이라고 덧붙였다. 밴드는 노래의 성공에 따른 성공을 달갑지 않게 받아들였고, 이후의 콘서트에서는 자주 비판의 뜻으로 곡을 세트 리스트에서 제외시켰다. 1993년 출시되는 밴드의 후속 음반 《In Utero》에 대해 노보셀릭은 이렇게 발언했다. "'Teen Spirit'의 덕이 아니었다면 《Nevermind》의 성공은 불투명했을 것이다." 그리고 "《In Utero》에는 더 이상 'Teen Spirits'이 존재하지 않는다." 코베인은 1994년에 이렇게 말했다. "아직까지도 'Teen Spirit'을 공연하는 것이 좋기는 하지만 그렇게 하기에는 조금 부끄러운 감이 있다 ... 모두가 그 노래에서만 집중하고는 했다."
1994년의 코베인의 죽음, 그리고 밴드의 해산 뒤로도 〈Smells Like Teen Spirit〉는 지속적으로 극찬을 받았으며, 역대 가장 위대한 노래 목록에서 단골로 등장하게 되었다. 1997년 로큰롤 명예의 전당의 "로큰롤을 형성한 노래" 목록에 추가되었다. 2000년 VH1은 "역대 가장 위대한 록 노래" 목록에서 41위로 선정했고, MTV와 《롤링 스톤》은 자신들의 합동 목록인 "가장 위대한 팝 송 100선"에서 3위에 올려두었다. 미국 음반 산업 협회는 2001년의 "세기의 노래" 목록에서 곡을 80위로 선정했다. 2002년 《NME》는 노래를 "역대 가장 위대한 노래 100곡"에서 2위로 선정했으며 《케랑!》은 역대 가장 위대한 싱글 100개"에서 1위에 올렸다. 2003년 VH1은 〈Smells Like Teen Spirit〉를 "지난 25년간 가장 위대한 노래 100곡" 목록에서 1위로 선정했으며 같은 해 《Q》의 여론조사인 "역대 최고의 노래 1001곡"에서 3위로 올랐다. 2004년 《롤링 스톤》은 "역대 가장 위대한 노래 500곡"에서 9위로 선정했으며, "거대 앰프에서 나오는 그 순수성의 충격파"로 "[그것은] 하룻밤에 80년대 구식 춤곡을 팝의 지도에서 지워버렸다"고 썼다. 2005년 《NME》의 "글로벌 베스트 송 여론조사"에서는 6위에 위치해 있었다. 2006년 VH1 UK의 여론조사 "국가가 애호하는 가사"에서 13,000명 이상의 투표자가 참여한 가운데 "I feel stupid and contagious/Here we are now, entertain us" 구절이 세 번째로 애호되는 노래 가사로 뽑혔다. 2007년 VH1은 "90년대 가장 위대한 노래 100곡"에서 1위로 올렸으며, 《롤링 스톤》의 "역대 가장 위대한 기타 노래"에서는 10위에 올랐다. 2009년에는 호주의 트리플 J 역대 가장 핫한 100곡에서 1위로 집계되어 정상을 세 번이나 잇따라 차지하게 되었다. (1991년과 1998년에 1위로 오른 바 있었다.) 같은 해 VH1은 "역대 가장 위대한 하드 록 노래" 목록을 만들어 노래를 7위로 선정했다. 이전 2006년 "역대 최고의 음반 100선"에서 《Nevermind》를 포함시키며 "'Smells Like Teen Spirit'은 [. . .] 어쩌면 음반의 최악의 노래일 수 있다."고 평가한 바 있었던 《타임》 지는 2011년의 "역대 최고의 노래 100선"에서 포함시켰다. 같은 해 〈Smells Like Teen Spirit〉은 《롤링 스톤》이 업데이트한 "역대 가장 위대한 노래 500곡"에서 9위의 자리를 지켰다. 2012년 《NME》은 "90년대 최고의 트랙 100곡"에서 2위로 선정했으며, 2014년의 "역대 가장 위대한 노래 500곡"에서 1위로 올렸다. 2015년, 노래는 골드스미스 대학의 연구에 따르면 가장 상징적인 노래로 이름 붙여지게 되었다. 조성, BPM, 코드 다양성, 가사 내용, 음색 다양성, 음파 변화를 비교하는 분석 소프트웨어를 사용해 수많은 '역대 최고' 목록에서 선출된 다양한 곡들을 분석한 결과 노래의 제목이 지명되었다.
〈Smells Like Teen Spirit〉는 2011년 11월에 한정반 7인치 비닐 싱글로 재출시되었다. 2009년 페이스북에서 진행된 레이지 어게인스트 더 머신의 노래 〈Killing in the Name〉 홍보 목적으로 열린 캠페인의 성공을 모방하려는 의도로, 《더 X 팩터》 텔레비전 시리즈와 아동 기금단체 리듬믹스의 거래에 항의하는 의미의 비슷한 온라인 캠페인이 너바나 싱글을 영국 싱글 차트에 2011년 크리스마스 1위로 올려놓으기 위한 홍보 목적으로 개시되었다. 또한, 아일랜드에서 아이리시 싱글 차트에 2011년 크리스마스 1위로 올려놓기 위한 캠페인이 개시되었다. 캠페인의 결과는 영국 싱글 차트에서 11위까지 오르는, 판매량은 30,000장 판매를 달성하는 성적으로 나왔다.
| \| Year \| Publication \| Accolade \| Rank \| Ref. \| \| ---- \| -------------------- \| ------------------------------------------- \| ---- \| ---- \| \| 1991 \| 트리플 J \| 트리플 J Hottest 100 of All Time \| 1 \| [54] \| \| 1993 \| 《롤링 스톤》 \| "The 100 Top Music Videos" \| 2 \| [65] \| \| 1997 \| 로큰롤 명예의 전당 \| 〈The Songs That Shaped Rock and Roll〉 \| N/A \| [39] \| \| 1998 \| 트리플 J \| 트리플 J Hottest 100 of All Time \| 1 \| [55] \| \| 1999 \| MTV \| "100 Greatest Music Videos Ever Made" \| 3 \| [66] \| \| 1999 \| 《케랑!》 \| "100 Greatest Rock Tracks Ever!" \| 1 \| [67] \| \| 2000 \| VH1 \| "100 Greatest Rock Songs" \| 41 \| [40] \| \| 2000 \| VH1 \| "100 Greatest Rock & Roll Moments on TV" \| 18 \| [68] \| \| 2000 \| MTV 및 《롤링 스톤》 \| "100 Greatest Pop Songs" \| 3 \| [41] \| \| 2001 \| 미국 녹음 산업 협회 \| 〈Songs of the Century〉 \| 80 \| [42] \| \| 2001 \| VH1 \| "100 Greatest Videos" \| 4 \| [69] \| \| 2002 \| 《NME》 \| "100 Greatest Singles of All Time" \| 2 \| [43] \| \| 2002 \| 《케랑!》 \| "100 Greatest Singles of All Time" \| 1 \| [44] \| \| 2003 \| VH1 \| "100 Greatest Songs of the Past 25 Years" \| 1 \| [45] \| \| 2003 \| 《Q》 \| "1001 Best Songs Ever" \| 3 \| [46] \| \| 2004 \| 《롤링 스톤》 \| 〈The 500 Greatest Songs of All Time〉 \| 9 \| [47] \| \| 2005 \| 《NME》 \| "Global Best Song Ever Poll" \| 6 \| [49] \| \| 2007 \| VH1 \| "100 Greatest Songs Of The '90s" \| 1 \| [51] \| \| 2007 \| 《롤링 스톤》 \| "The 100 Greatest Guitar Songs of All Time" \| 10 \| [52] \| \| 2009 \| 트리플 J \| 트리플 J Hottest 100 of All Time \| 1 \| [53] \| \| 2009 \| VH1 \| "100 Greatest Hard Rock Songs" \| 7 \| [56] \| \| 2011 \| 《Time》 \| "The All-TIME 100 Songs" \| N/A \| [58] \| \| 2011 \| 《롤링 스톤》 \| "The 500 Greatest Songs of All Time" \| 9 \| [48] \| \| 2012 \| 《NME》 \| "100 Best Tracks Of The '90s" \| 2 \| [59] \| \| 2014 \| 《NME》 \| "The 500 Greatest Songs of All Time" \| 1 \| [60] \| \| 2017 \| 녹음 아카데미 \| Grammy Hall of Fame Inductee \| N/A \| [70] \| |                      |                                             |      |        |
| Year | Publication          | Accolade                                    | Rank | Ref.   |
| 1991 | 트리플 J             | 트리플 J Hottest 100 of All Time            | 1    | [ 54 ] |
| 1993 | 《롤링 스톤》        | "The 100 Top Music Videos"                  | 2    | [ 65 ] |
| 1997 | 로큰롤 명예의 전당   | 〈The Songs That Shaped Rock and Roll〉     | N/A  | [ 39 ] |
| 1998 | 트리플 J             | 트리플 J Hottest 100 of All Time            | 1    | [ 55 ] |
| 1999 | MTV                  | "100 Greatest Music Videos Ever Made"       | 3    | [ 66 ] |
| 1999 | 《케랑!》            | "100 Greatest Rock Tracks Ever!"            | 1    | [ 67 ] |
| 2000 | VH1                  | "100 Greatest Rock Songs"                   | 41   | [ 40 ] |
| 2000 | VH1                  | "100 Greatest Rock & Roll Moments on TV"    | 18   | [ 68 ] |
| 2000 | MTV 및 《롤링 스톤》 | "100 Greatest Pop Songs"                    | 3    | [ 41 ] |
| 2001 | 미국 녹음 산업 협회  | 〈Songs of the Century〉                    | 80   | [ 42 ] |
| 2001 | VH1                  | "100 Greatest Videos"                       | 4    | [ 69 ] |
| 2002 | 《NME》              | "100 Greatest Singles of All Time"          | 2    | [ 43 ] |
| 2002 | 《케랑!》            | "100 Greatest Singles of All Time"          | 1    | [ 44 ] |
| 2003 | VH1                  | "100 Greatest Songs of the Past 25 Years"   | 1    | [ 45 ] |
| 2003 | 《Q》                | "1001 Best Songs Ever"                      | 3    | [ 46 ] |
| 2004 | 《롤링 스톤》        | 〈The 500 Greatest Songs of All Time〉      | 9    | [ 47 ] |
| 2005 | 《NME》              | "Global Best Song Ever Poll"                | 6    | [ 49 ] |
| 2007 | VH1                  | "100 Greatest Songs Of The '90s"            | 1    | [ 51 ] |
| 2007 | 《롤링 스톤》        | "The 100 Greatest Guitar Songs of All Time" | 10   | [ 52 ] |
| 2009 | 트리플 J             | 트리플 J Hottest 100 of All Time            | 1    | [ 53 ] |
| 2009 | VH1                  | "100 Greatest Hard Rock Songs"              | 7    | [ 56 ] |
| 2011 | 《Time》             | "The All-TIME 100 Songs"                    | N/A  | [ 58 ] |
| 2011 | 《롤링 스톤》        | "The 500 Greatest Songs of All Time"        | 9    | [ 48 ] |
| 2012 | 《NME》              | "100 Best Tracks Of The '90s"               | 2    | [ 59 ] |
| 2014 | 《NME》              | "The 500 Greatest Songs of All Time"        | 1    | [ 60 ] |
| 2017 | 녹음 아카데미        | Grammy Hall of Fame Inductee                | N/A  | [ 70 ] |

## 참여 인원
- 커트 코베인 – 기타, 보컬
- 크리스 노보셀릭 – 베이스
- 데이브 그롤 – 드럼

## 참고 문헌
- Azerrad, Michael. Come as You Are: The Story of Nirvana. Doubleday, 1994. ISBN 0-385-47199-8
- Classic Albums—Nirvana: Nevermind [DVD]. Isis Productions, 2004.
- Berkenstadt, Jim; Cross, Charles. Classic Rock Albums: Nevermind. Schirmer, 1998. ISBN 0-02-864775-0
- Crisafulli, Chuck. Teen Spirit: The Stories Behind Every Nirvana Song. Carlton, 1996. ISBN 0-684-83356-5
- Cross, Charles R. Heavier Than Heaven. Hyperion, 2001. ISBN 0-7868-6505-9
- Marsh, Dave. Louie Louie. Hyperion, 1993. ISBN 1-56282-865-7
- Rooksby, Rikki. Inside Classic Rock Tracks. Backbeat, 2001. ISBN 0-87930-654-8
- Starr, Larry; Waterman, Christopher. American Popular Music: From Minstrelsy to MTV. New York: Oxford University Press, 2003. ISBN 0-19-510854-X